# Грищун Інна Володимирівна
Інна Володимирівна Грищун — українська спортсменка, веслувальниця на байдарках, призерка чемпіонату Європи, учасниця Олімпійських ігор 2016 року.

## Виступи на Олімпіадах
| Олімпіада | Дисципліна | Місце |
| --------- | ---------- | ----- |
| Ріо 2016  | Б-4 500 м  | 4     |
| Ріо 2016  | Б-2 500 м  | 4     |